# معهد منيابولس للفنون
معهد مينابولس للفنون هو متحف فني يقع في مينابولس، مينيسوتا، الولايات المتحدة يضم المتحف أكثر من 90.000 عمل فني يمثل 5000 عام من تاريخ العالم، (Mia) هي واحدة من أكبر المتاحف الفنية في الولايات المتحدة. تتضمن مجموعتها الدائمة أعمالًا مشهورة عالميًا تجسد أعلى مستويات العمل الفني، والتي تمتد لنحو 20.000 عام وتمثل ثقافات العالم المتنوعة عبر القارات الست. يحتوي المتحف على سبع مناطق تنظيمية: فنون إفريقيا والأمريكتين؛ الفن المعاصر؛ الفنون الزخرفية والمنسوجات والنحت؛ الفن الآسيوي؛ لوحات؛ التصوير والوسائط الجديدة؛ والمطبوعات والرسومات.
(Mia) هي واحدة من أكبر معالم الفنون في مينيسوتا. يزور المتحف أكثر من نصف مليون شخص كل عام، ويتم دخول مائة ألف آخرين من خلال برنامج المغامرات الفنية الخاص بمتحف أطفال المدارس الابتدائية. وقد ساعدت سياسة الدخول العامة المجانية للمتحف، والبرامج العامة، ودروس الأطفال والكبار، وبرامج الوسائط التفاعلية الحائزة على جوائز في توسيع وتعميق جذور هذا المتحف في المجتمعات التي يخدمها.

## التاريخ

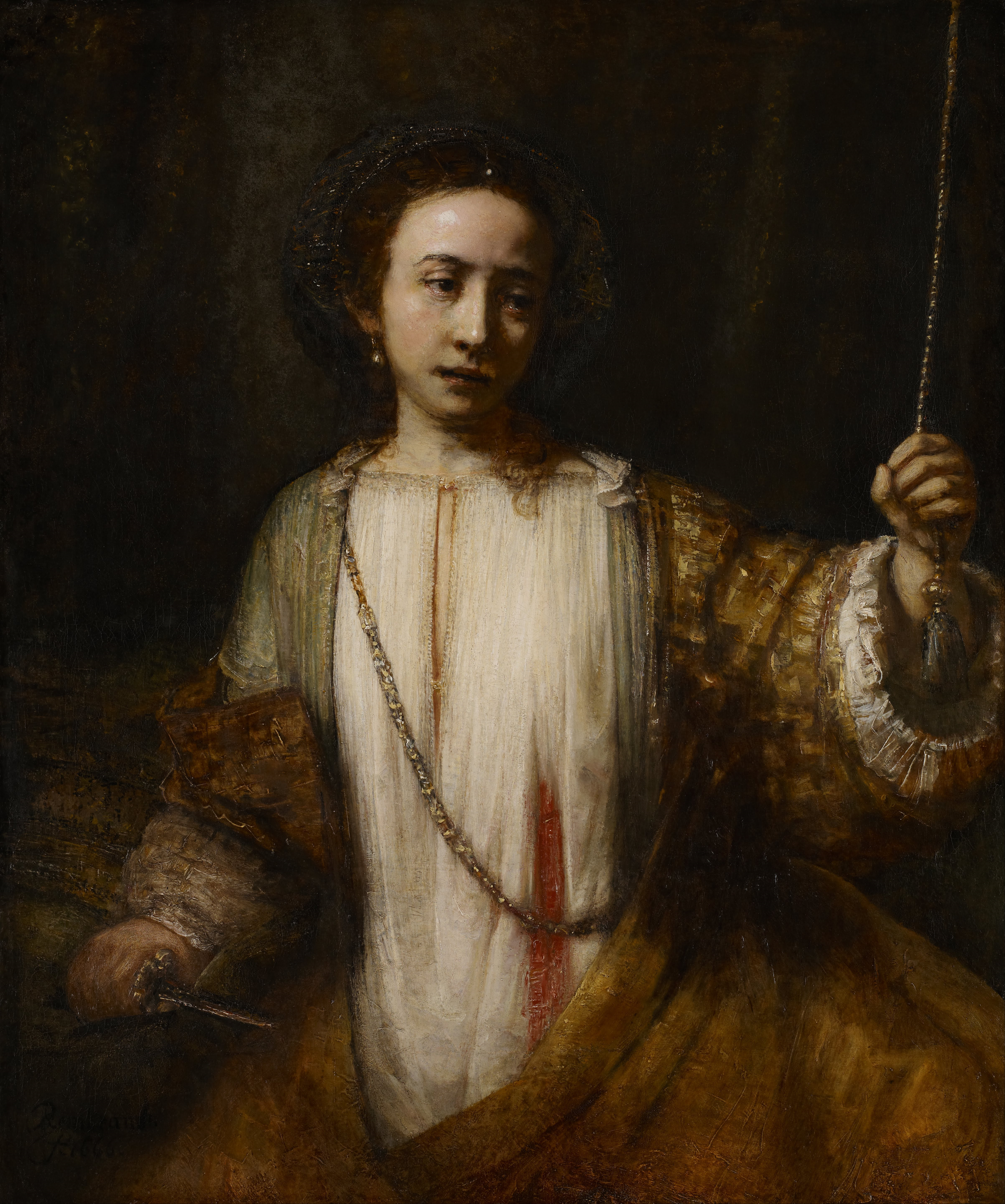
تم عرض لوحة "لوكريشيا" للفنان رامبرانت في مينابولس والنسخة من المعرض الوطني للفنون في واشنطن، معًا في عام 1991 & - 92.

تأسست جمعية مينابولس للفنون الجميلة في عام 1883 لإدخال الفنون في حياة المجتمع. نظمت هذه المجموعة، المكونة من قادة الأعمال والمهنيين، معارض فنية على مدار العقد. في عام 1889، انتقلت الجمعية، المعروفة الآن باسم معهد مينابولس للفنون، إلى أول مساحة دائمة لها، داخل مكتبة مينابولس العامة المبنية حديثًا.
تلقى المعهد هدايا من كلينتون موريسون وويليام هود دنوودي، وآخرين، وقد تبرع موريسون لصندوق بناء المهعد في عام 1911 بالأرض، التي كان يشغلها سابقًا قصر فيلا روزا الذي تملكه عائلته، تخليداً لذكرى والده دوريلس موريسون، بشرط أن يقوم المعهد بجمع مبلغ 500 ألف دولار اللازمة لبناء المبنى. بعد بضعة أيام، تلقى المعهد رسالة من دنوودي، الذي أقام حفلة عشاء راقصة: «كلفته 100.000 دولار.» لجمع التبرعات وبعد بضعة أيام جلب 335,500 دولار، تم التبرع بها في 90 دقيقة.
تم افتتاح المتحف الجديد، الذي صممته شركة مكيم، ميد آند وايت، في عام 1915. أصبح المبنى معروفًا كواحد من أفضل الأمثلة على الطراز المعماري للفنون الجميلة في مينيسوتا. نظم مؤرخ الفن بيفيس هيلير معرض فن زخرفي في المتحف، من يوليو إلى سبتمبر 1971، مما تسبب في تجدد الاهتمام بهذا النمط من الفن. كان من المفترض أن يكون المبنى في الأصل أول قسم من عدة أقسام، ولكن تم بناء الجزء الأمامي فقط. تم بناء العديد من الإضافات لاحقًا وفقًا لخطط أخرى، بما في ذلك إضافة عام 1974 بواسطة كنزو تانغه. تم الانتهاء من التوسعة التي صممها مايكل غرافيس الحائز على جائزة دريهاوس لعام 2012 في يونيو 2006. قبل التوسيع الأخير، كان من الممكن عرض 4 في المائة من إجمالي حوالي 100.000 قطعة في المتحف في نفس الوقت؛ ولكن مع التوسعة الآن فإن هذا الرقم أصبح 5٪. قامت شركة تارجت التي تم تسمية الجناح الجديد باسمها لأنها كانت أكبر مانح، حيث بلغت قيمة الهبة الرئيسية أكثر من 10 ملايين دولار.
في عام 2015، أعاد المعهد تسمية نفسه، وأسقط الحرف النهائي من اسمه، ليصبح معهد مينابولس للفنون وشجع على استخدام لقب (ميا) بدلاً من الاسم المختصر (MIA).
أصبحت كايوين فيلدمان مديرة ورئيسة المعهد في عام 2008. وخلال فترة عملها، تضاعف الحضور، وتم التأكيد على الوصول الرقمي، وتم تبني برامج العدالة الاجتماعية والإنصاف. في ديسمبر 2018، تم تعيينها لتكون المديرة التالية للمعرض الوطني للفنون التي تولت هذا المنصب في مارس 2019.
في أكتوبر 2019، تم تعيين كاثرين لوبر، التي كانت تعمل سابقًا في متحف سان أنطونيو للفنون، كمديرة جديدة ورئيسة لميا.

## المجموعة الفنية
يضم المتحف مجموعة موسوعية تزيد على 80.000 قطعة  تغطي 5000 سنة من تاريخ العالم. تشمل مجموعته اللوحات والصور والمطبوعات والرسومات والمنسوجات والعمارة والفنون الزخرفية. هناك مجموعات من الفن الأفريقي، والفنون من أوقيانوسيا والأمريكتين، ومجموعة قوية بشكل خاص من الفن الآسيوي، تسمى «واحدة من أرقى وأشمل المجموعات الفنية الآسيوية في البلاد». تشتمل المجموعة الآسيوية على العمارة الصينية، واليشم،  والبرونز، والخزف.
يمتلك المعهد منزل بورسيل إدنا، شرق بحيرة الجزر مباشرةً. تم تصميم المنزل بواسطة شركة بورسيل وإلمسلي وهو تحفة معمارية مدرسة البراري. تم التبرع بها للمتحف من قبل أنسون كاتس جونيور، نجل مالكها الثاني. المنزل متاح للجولات في عطلة نهاية الأسبوع الثانية من كل شهر.

فرناند ليجيه، 1910-1911، "Le compotier (طاولة وفواكه)"، زيت على قماش، 82.2 × 97.8 سمفرناند ليجيه، 1910-1911، "Le compotier (طاولة وفواكه)"، زيت على قماش، 82.2 × 97.8 سم
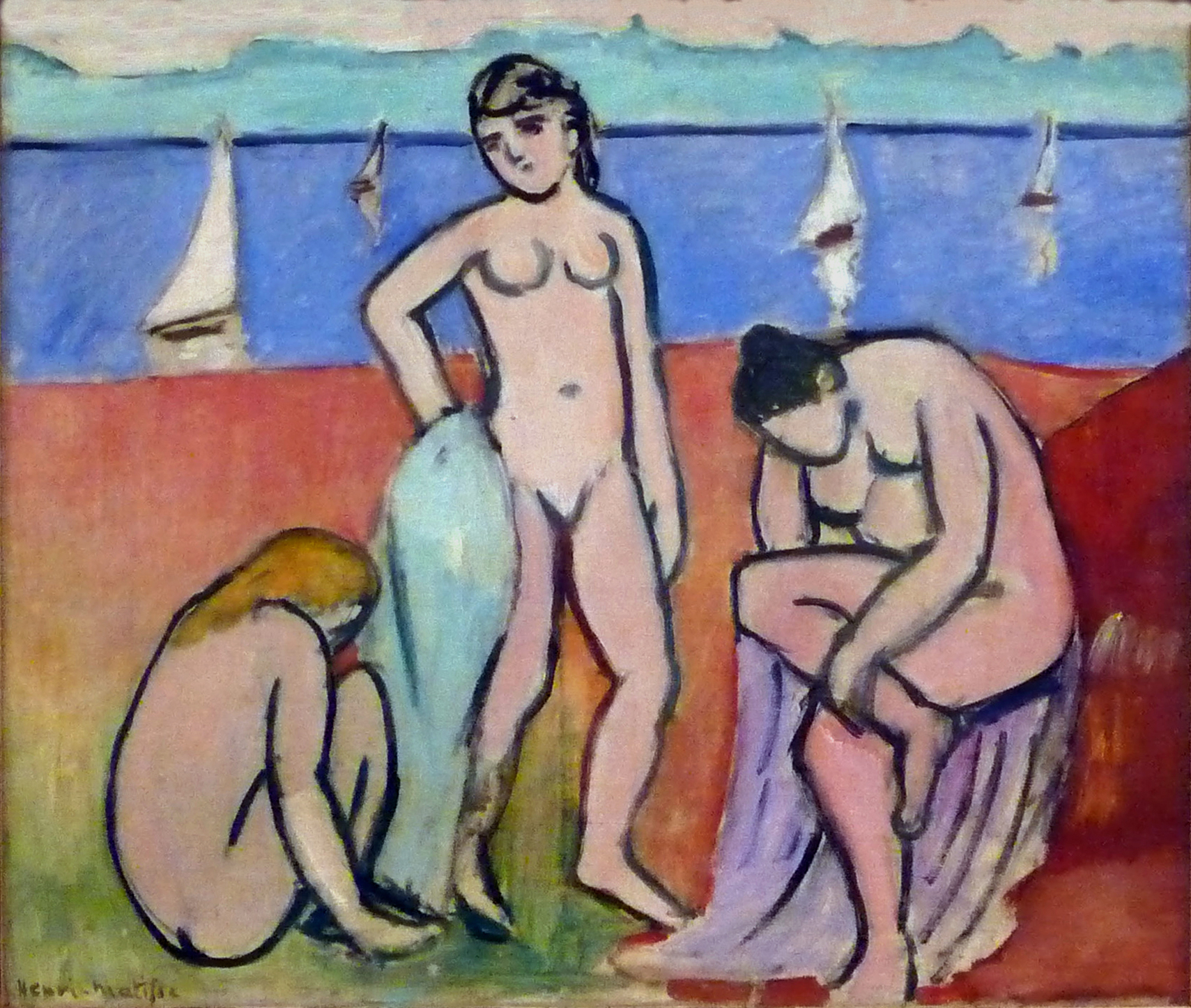
هنري ماتيس، 1907، "Les trois baigneuses (السباحون الثلاثة)"، زيت على قماش، 60.3 × 73 سم
خوان ميرو، 1920، "Les cartes espagnoles (أوراق اللعب الإسبانية)"، زيت على قماش، 63.5 × 69.5 سمخوان ميرو، 1920، "Les cartes espagnoles (أوراق اللعب الإسبانية)"، زيت على قماش، 63.5 × 69.5 سم

## الخدمات
من أجل تشجيع التجميع الخاص والمساعدة في اقتناء الأعمال الفنية الهامة، أنشأ المتحف «مجموعات تقارب» تتماشى مع مناطق تنظيم المعارض السبع في المتحف. تقوم المجموعات بجدولة المحاضرات والندوات والسفر للأعضاء.
يضم المتحف سلسلة منتظمة من المعارض التي تجلب مجموعات متنقلة من متاحف أخرى للعرض. يقوم شركاء الأعمال المحليون بتمويل العديد من هذه المعارض، وبعضها يقدم الفنانين جولات عامة من خلال المعرض.
يضم المتحف برنامج معرض الفنانين في مينيسوتا، وهو برنامج يتحكم فيه الفنان ومخصص لمعرض أعمال الفنانين الذين يعيشون في مينيسوتا.
تحتوي مكتبة المتحف على أكثر من 60.000 مجلد عن الفن وتاريخ الفن. والمكتبة مفتوحة للجمهور.

## أعمال مختارة

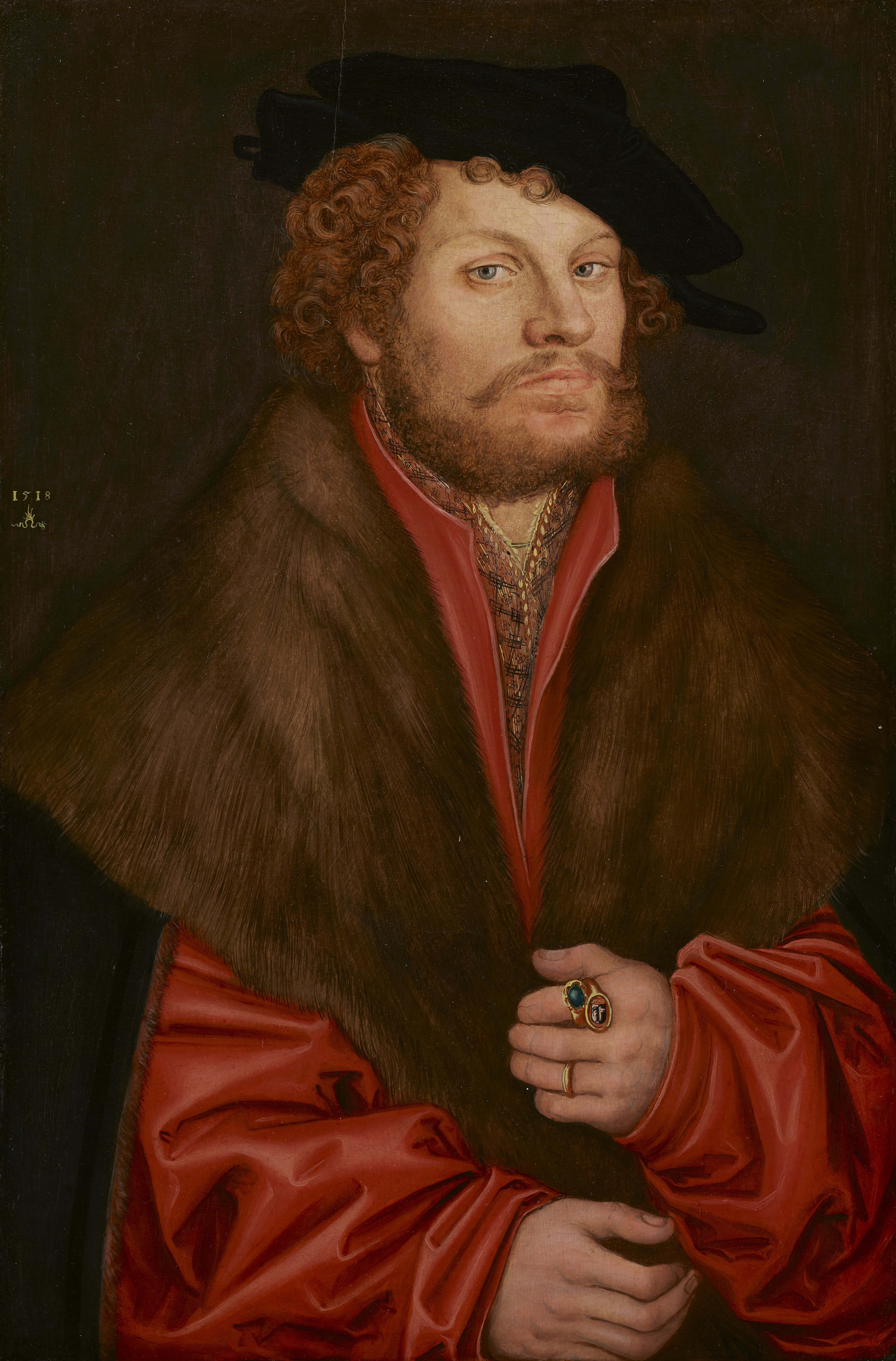
لوكاس كراناخ، "صورة موريتز بوكنر"، 1518
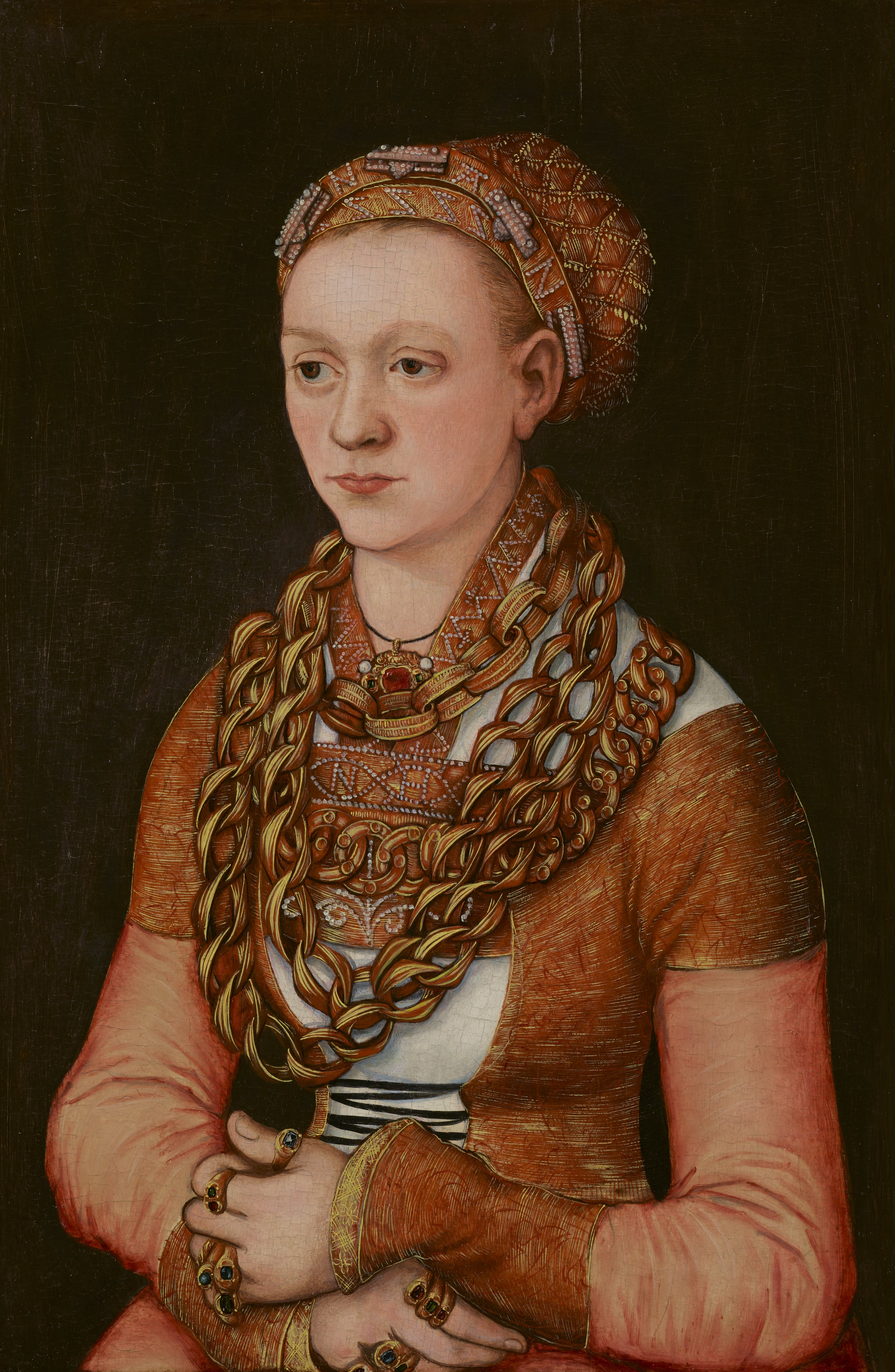
لوكاس كراناخ، "آنا بوخنر"، 1520
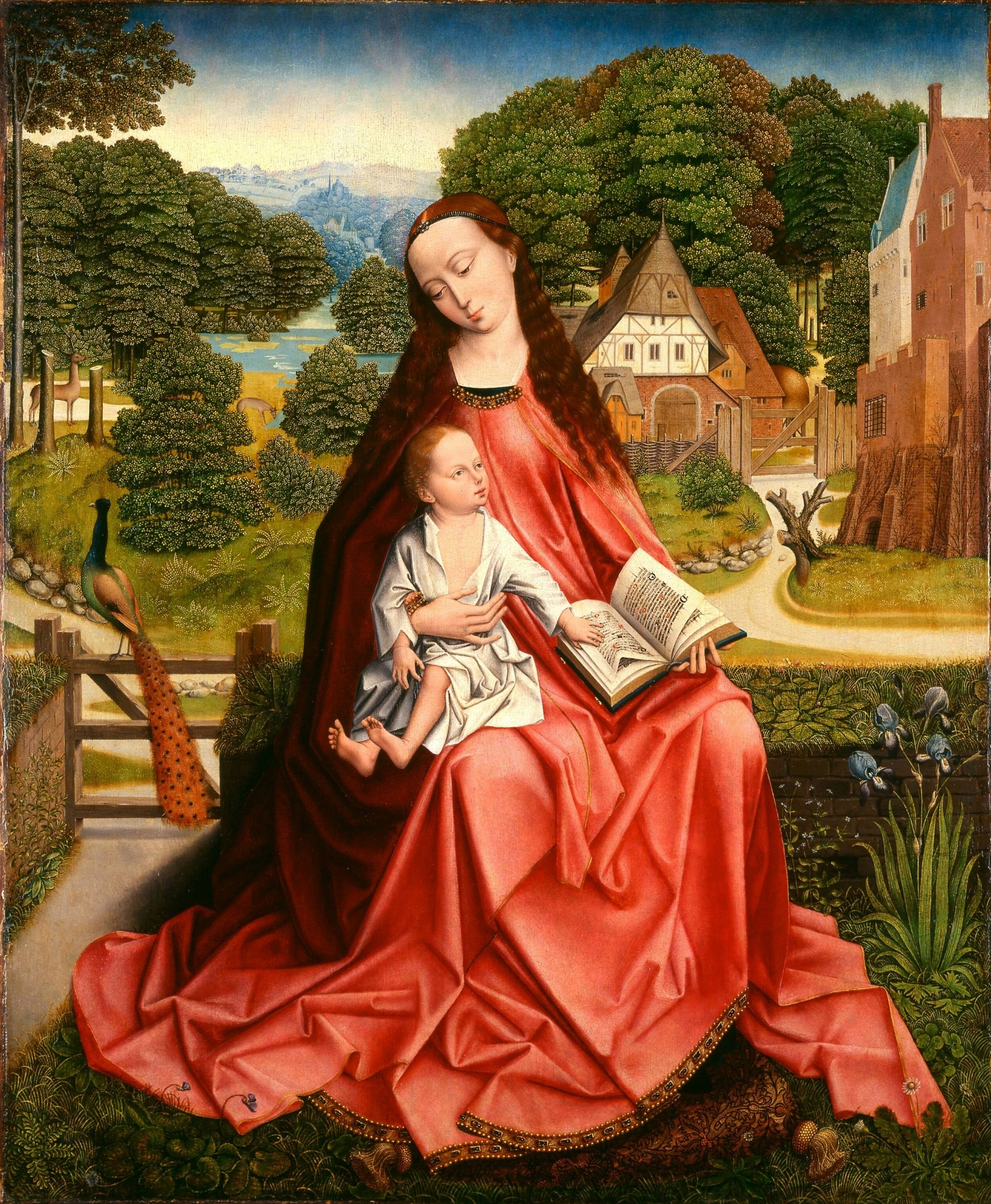
سيد أوراق الشجر المطرزة، "عذراء وطفل في منظر طبيعي"، 1492 - 1498
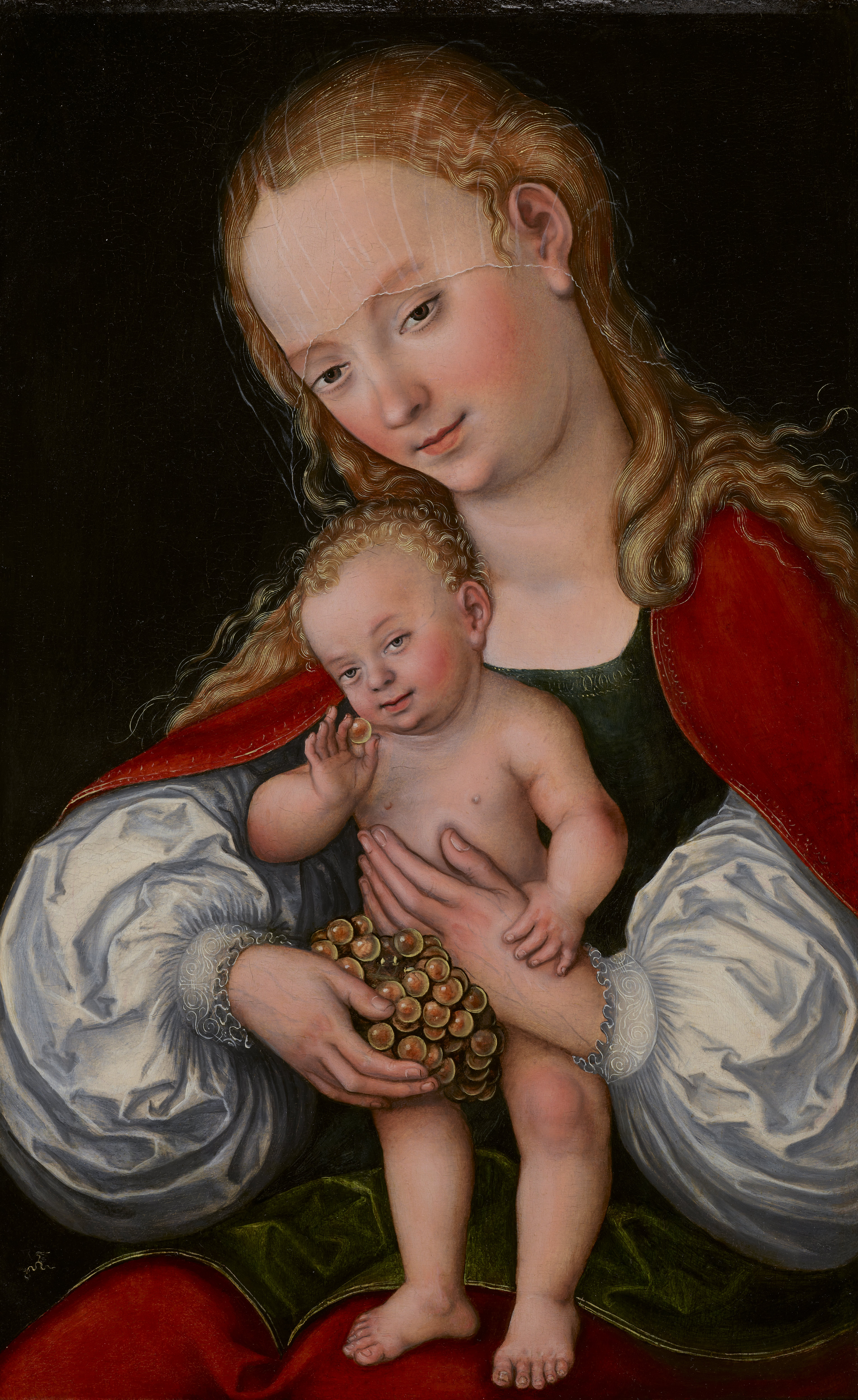
لوكاس كراناخ، "مادونا والطفل مع العنب"، 1537
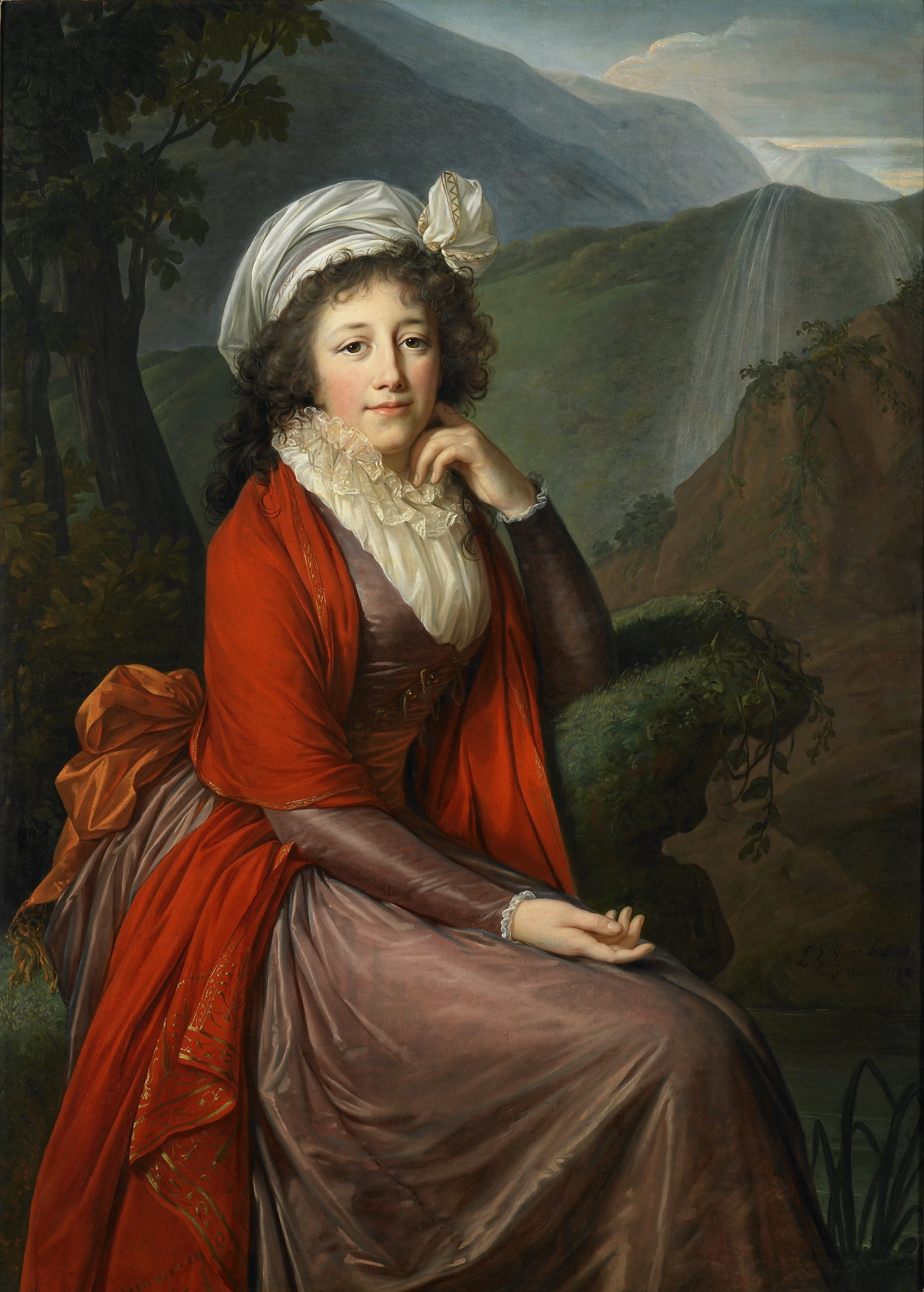
إليزابيث لويز فيغ لوبرون، "صورة شخصية ماريا تيريزيا بوكوي"
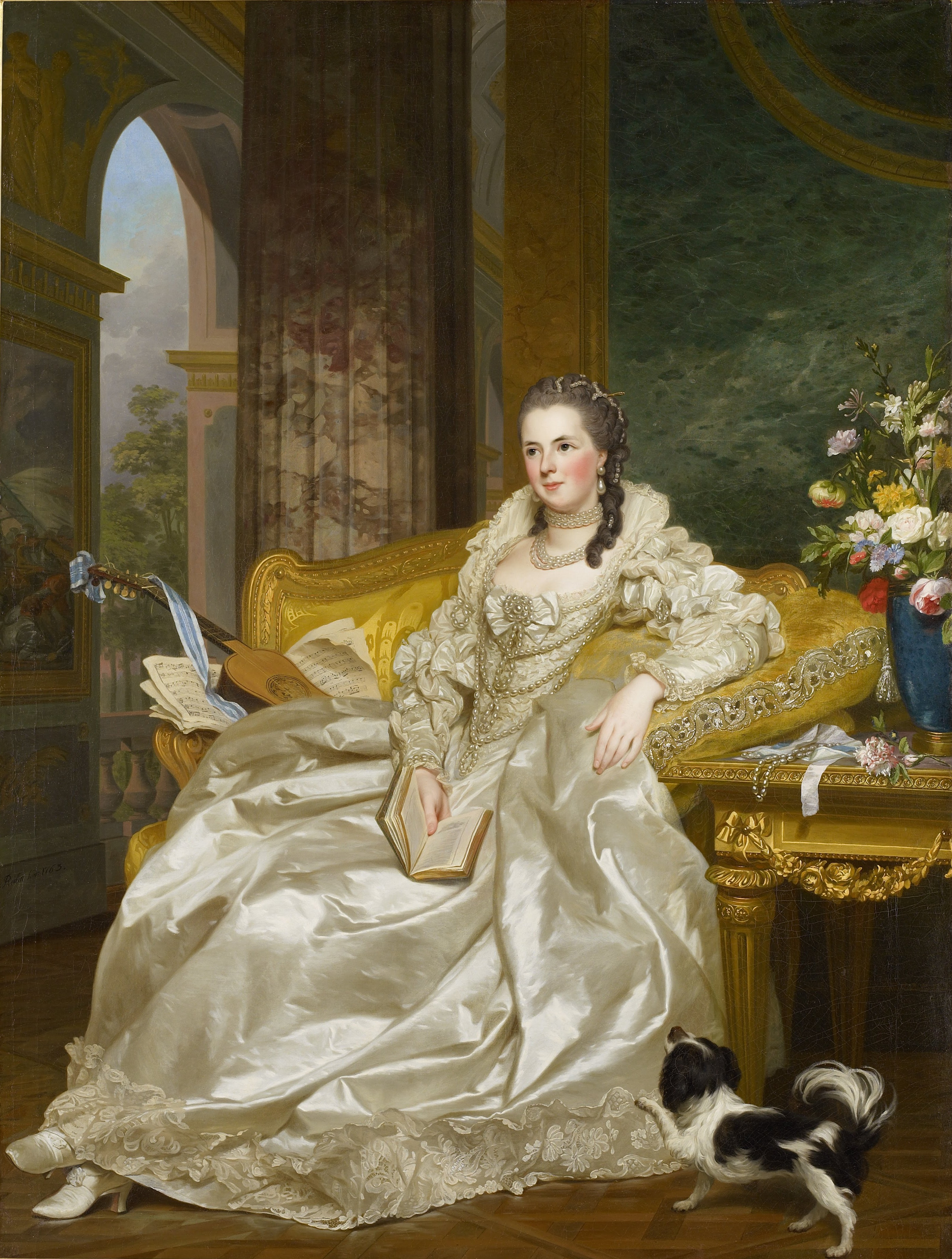
الكسندر روسلين، كومتيس دي إجمونت بيناتيلي بالزي الإسباني, 1763
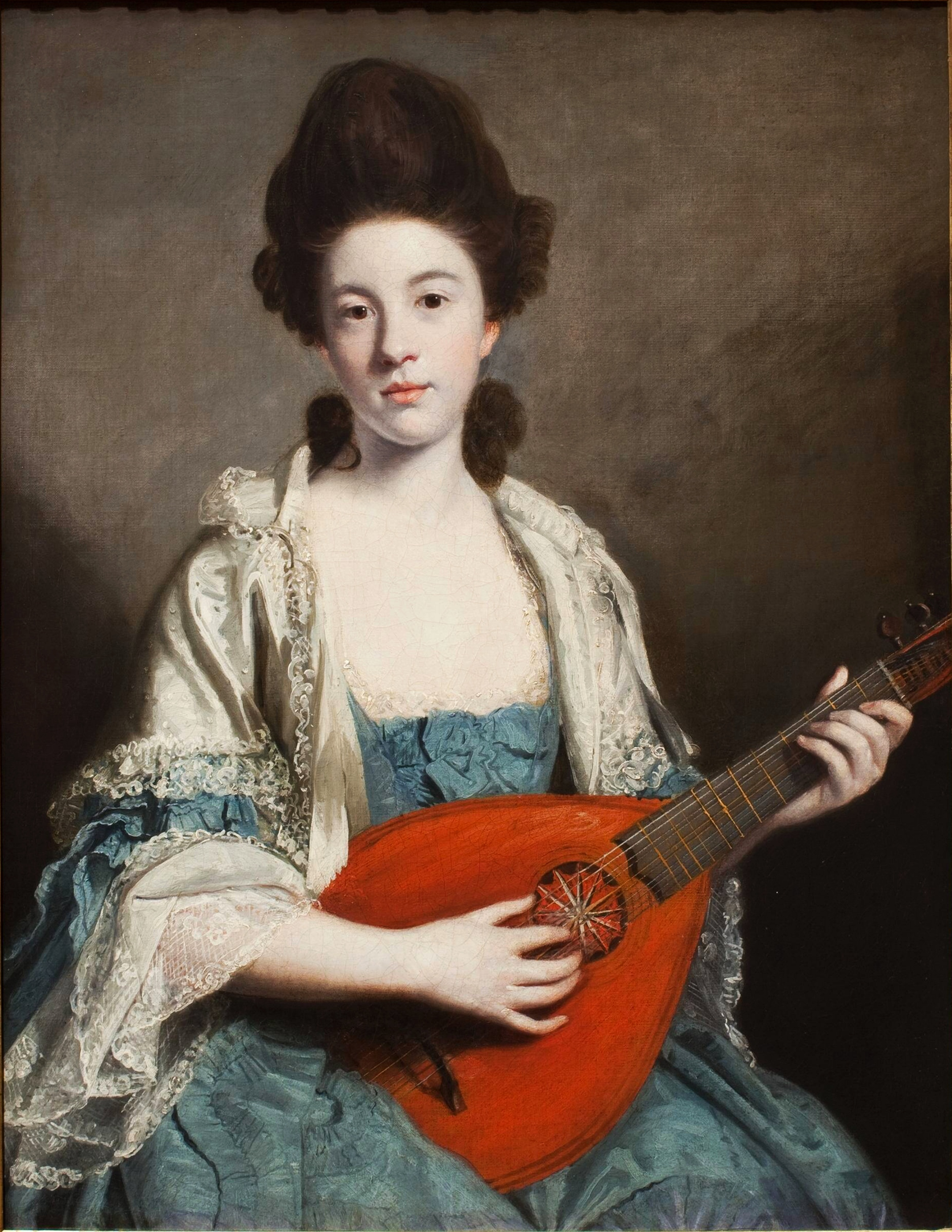
جوشوا راينولدس، "سيدة فرودي، نيي فيليس هوريل تعزف على الغيتار الإنجليزي "
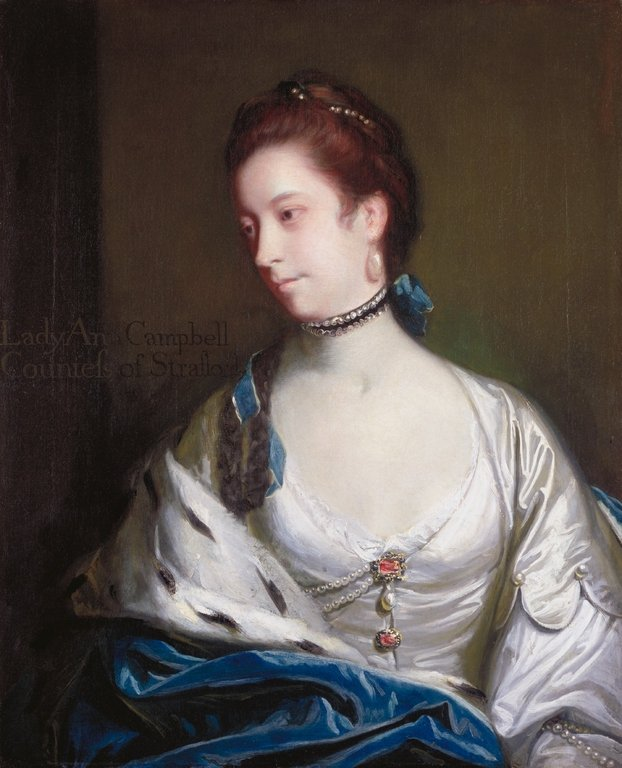
جوشوا راينولدس، الكونتيسة سترافورد, 1745
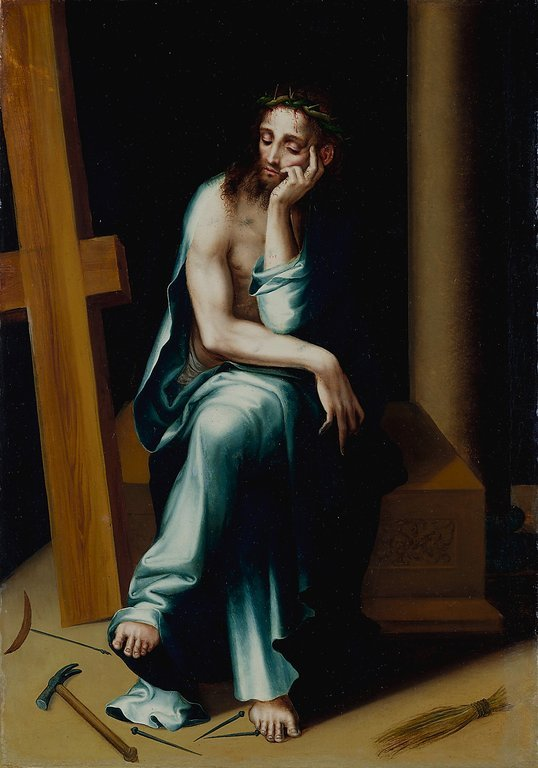
لويس دي موراليس، رجل الأحزان, 1560
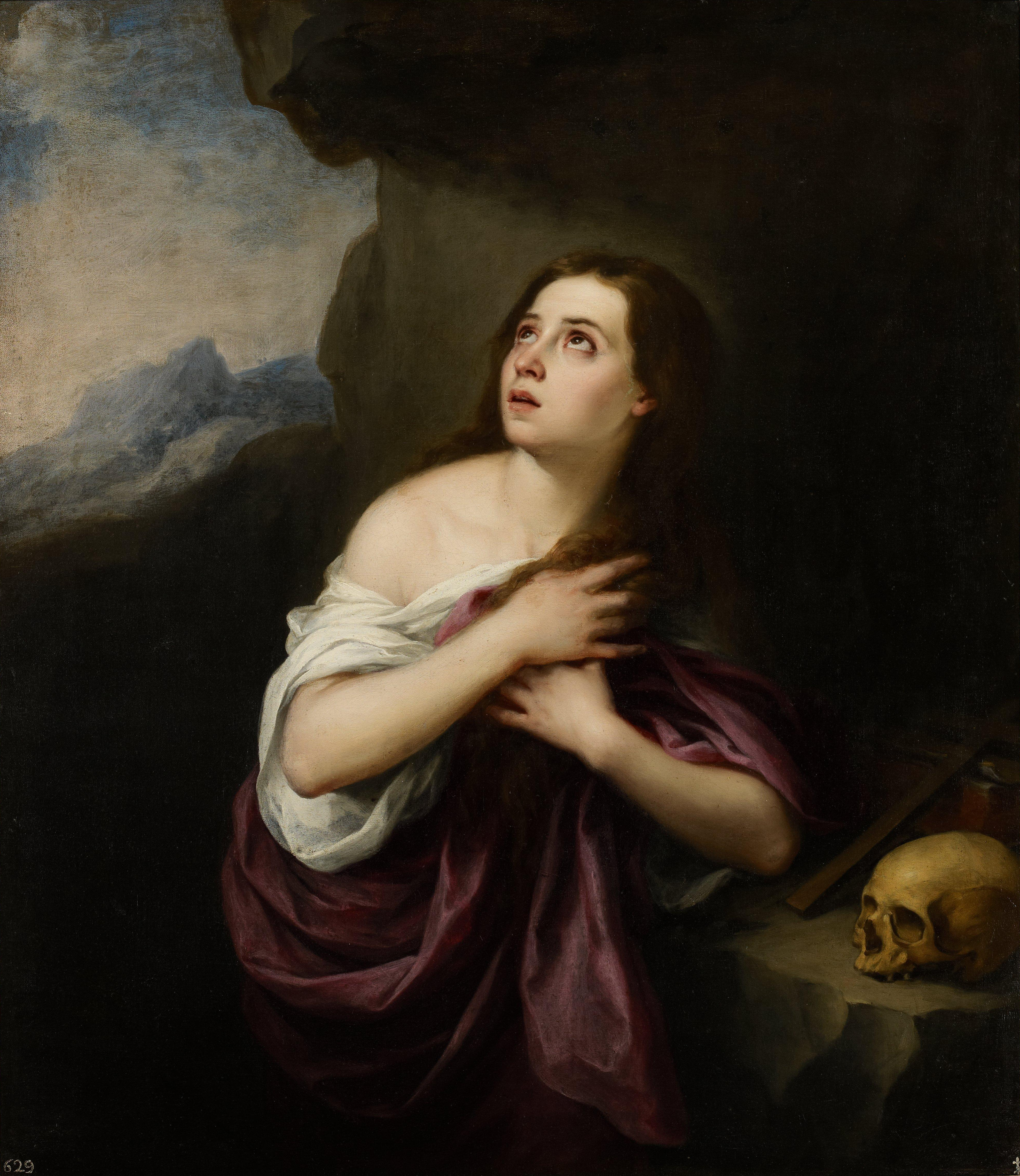
بارتولومه إستبان موريو، the المجدلية التائبة, 1665
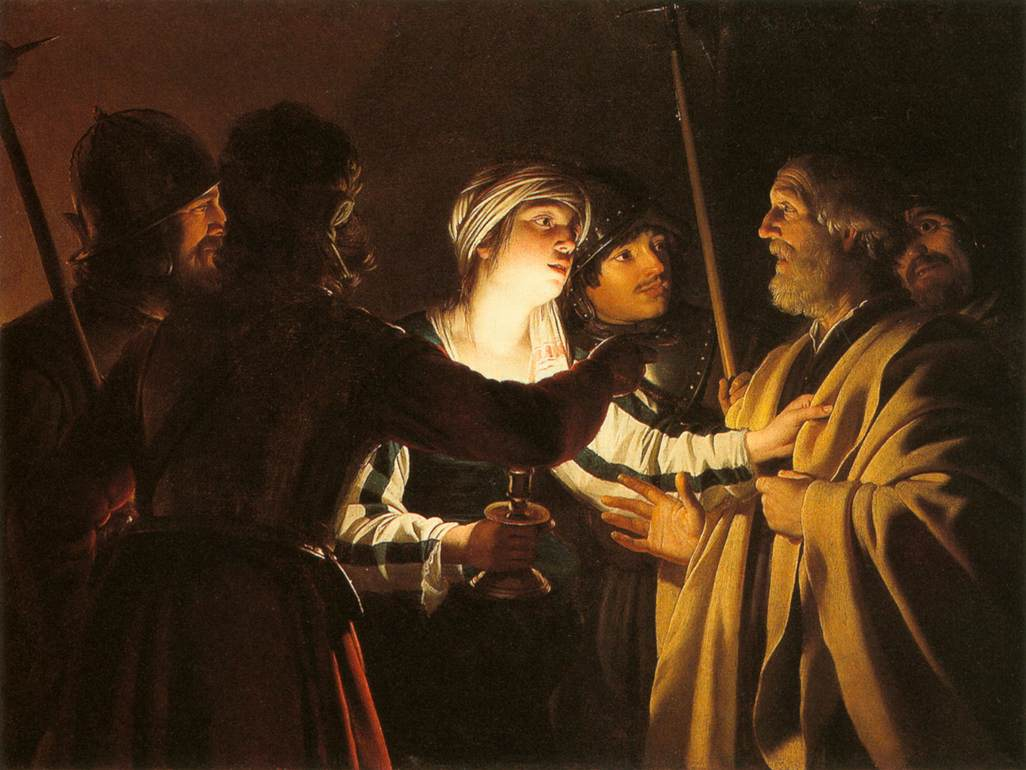
جيرارد فان هونثورست، إنكار القديس بطرس, 1622
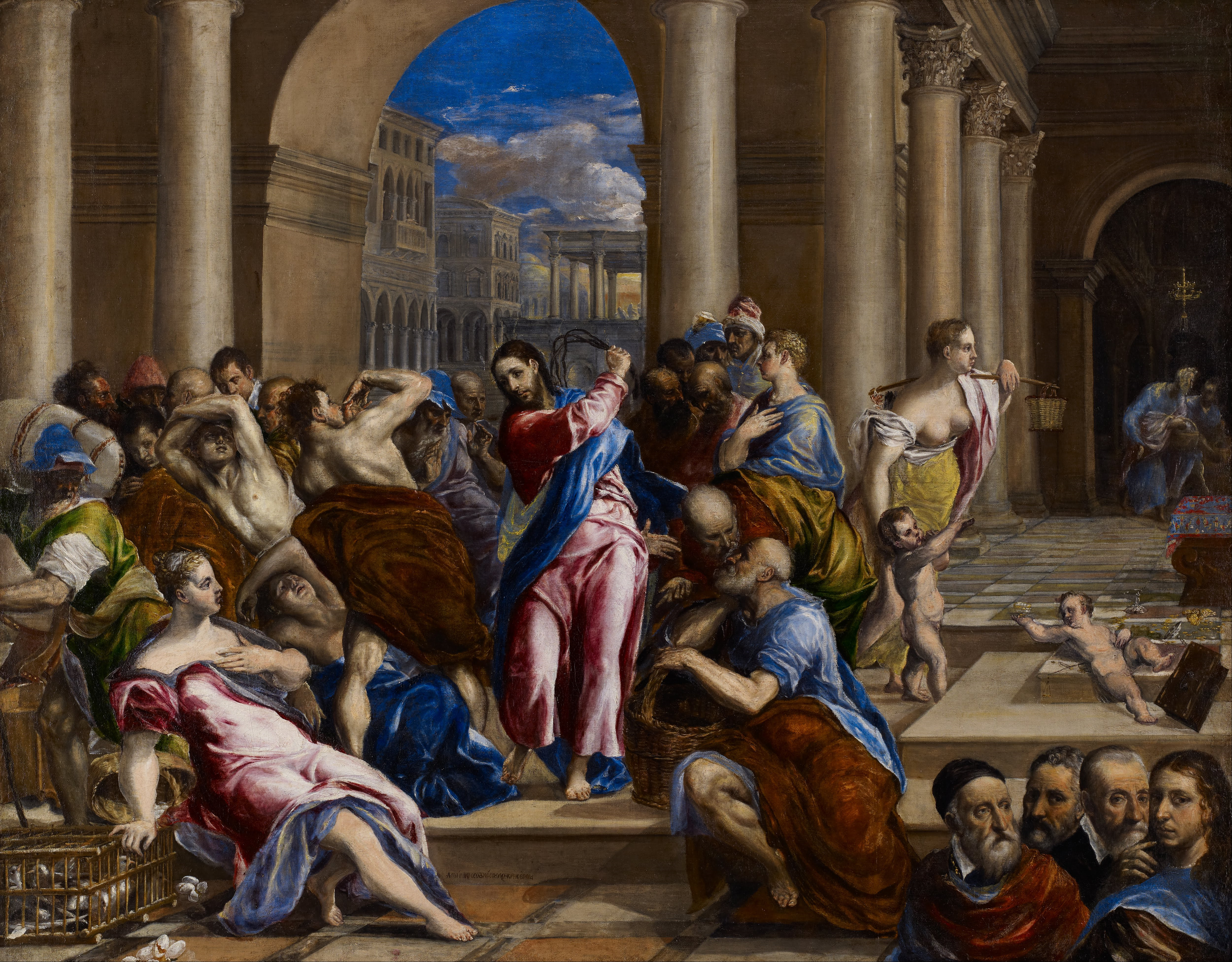
إل غريكو، تطهير المعبد, 1571
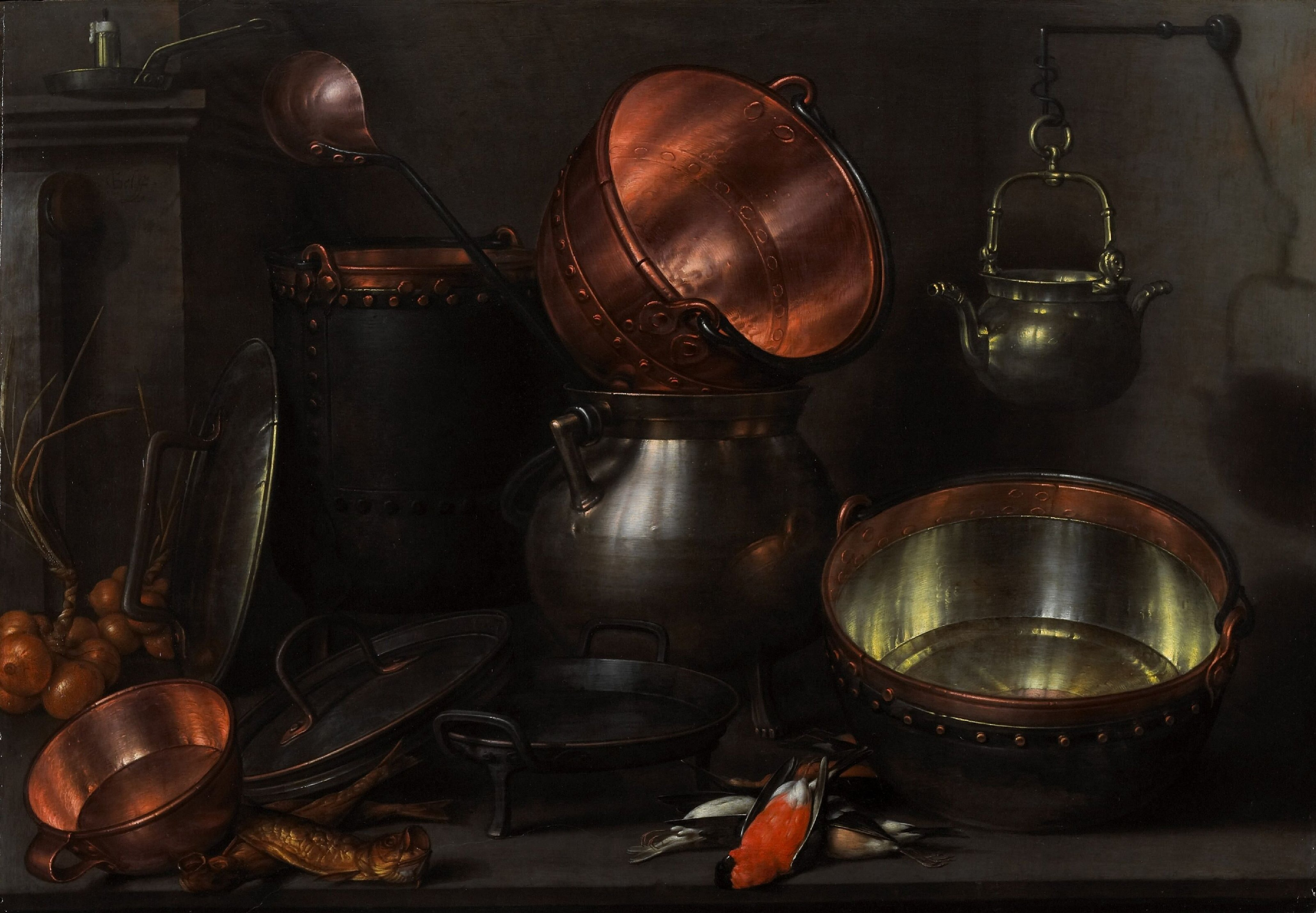
يعقوب ويليمز ديلف، رمزية من العناصر الأربعة, 1600
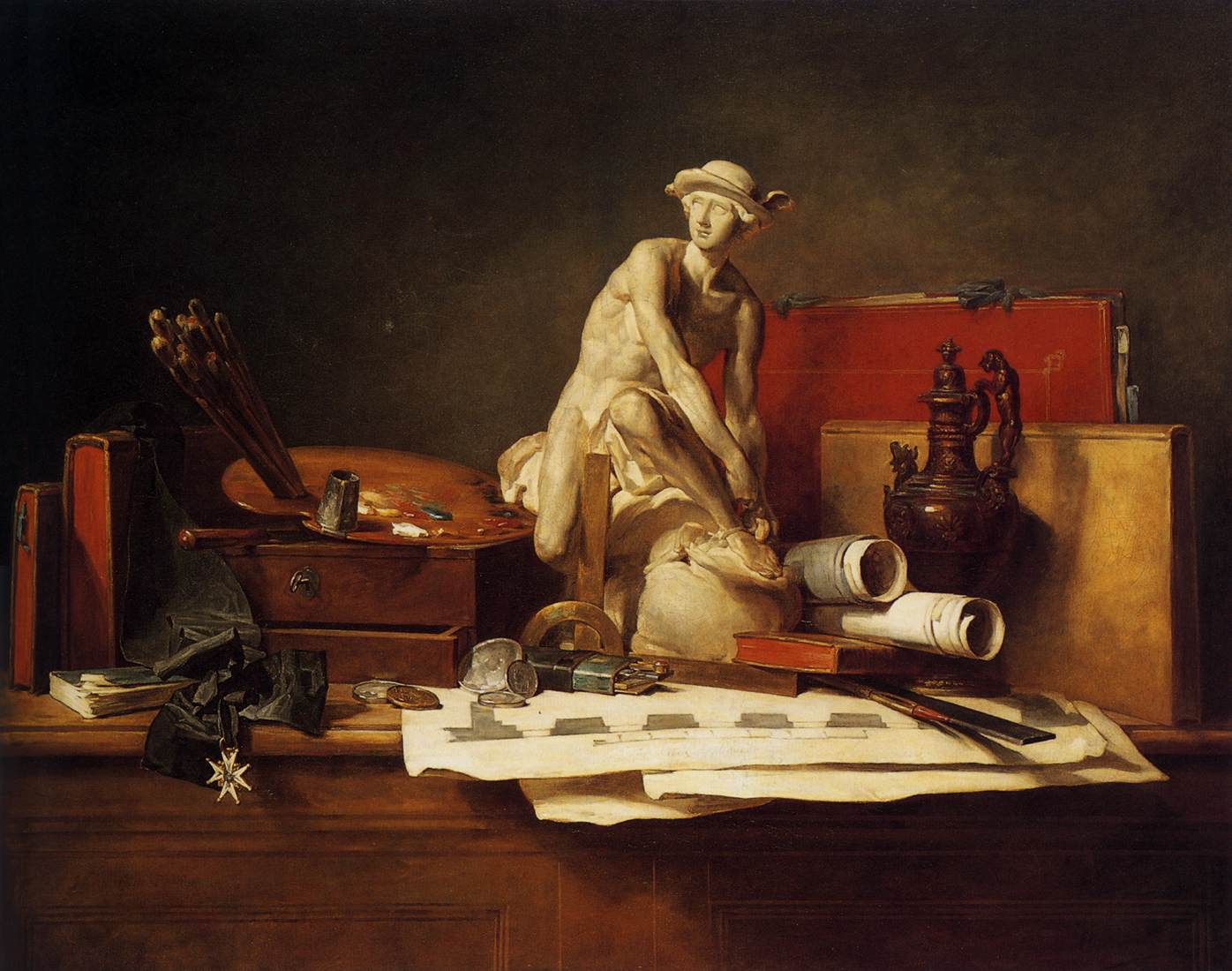
جان بابتيست سيميون شاردان، سمات الفن, 1766
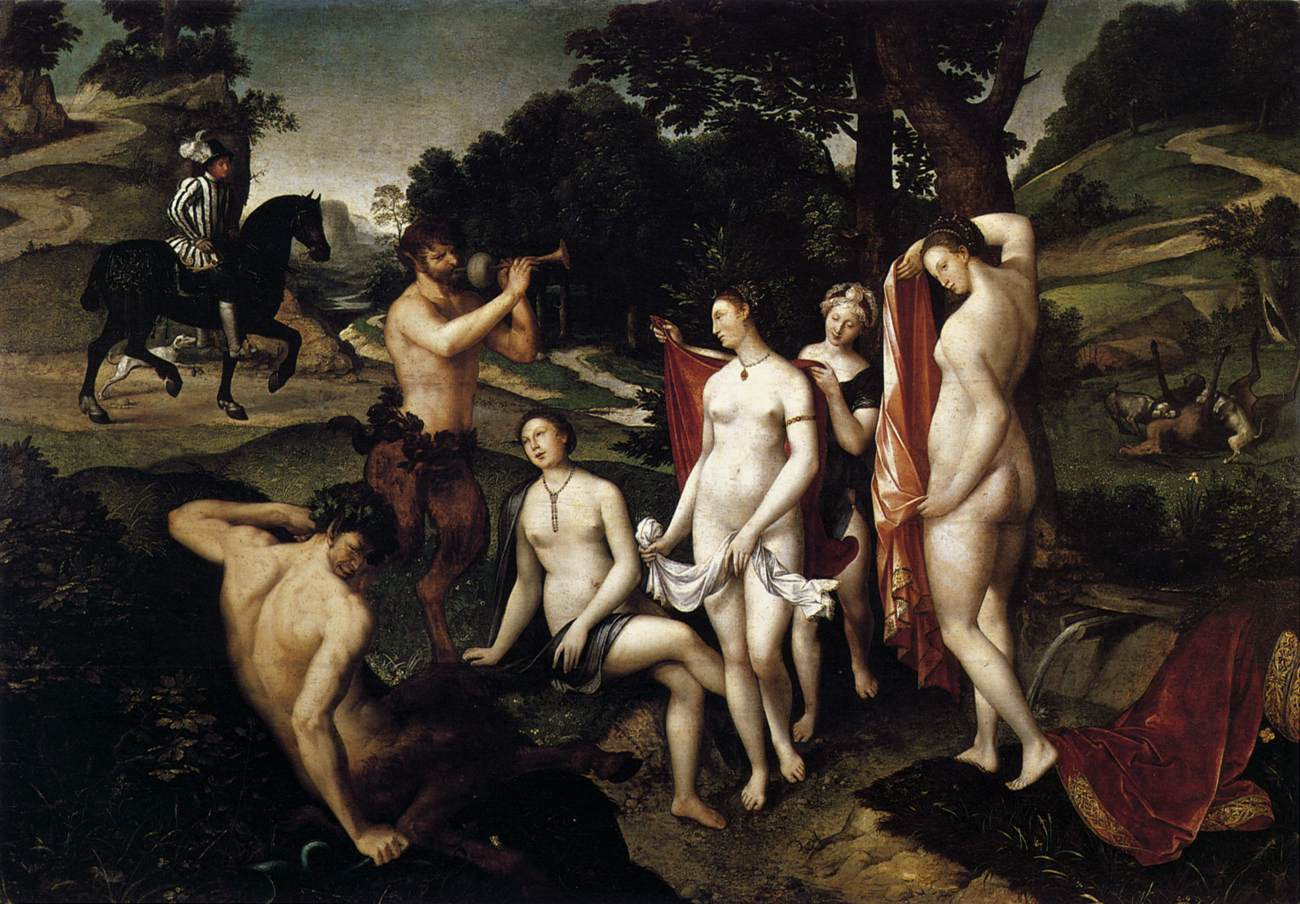
فرانسوا كلويت، حمام ديانا, 1550s
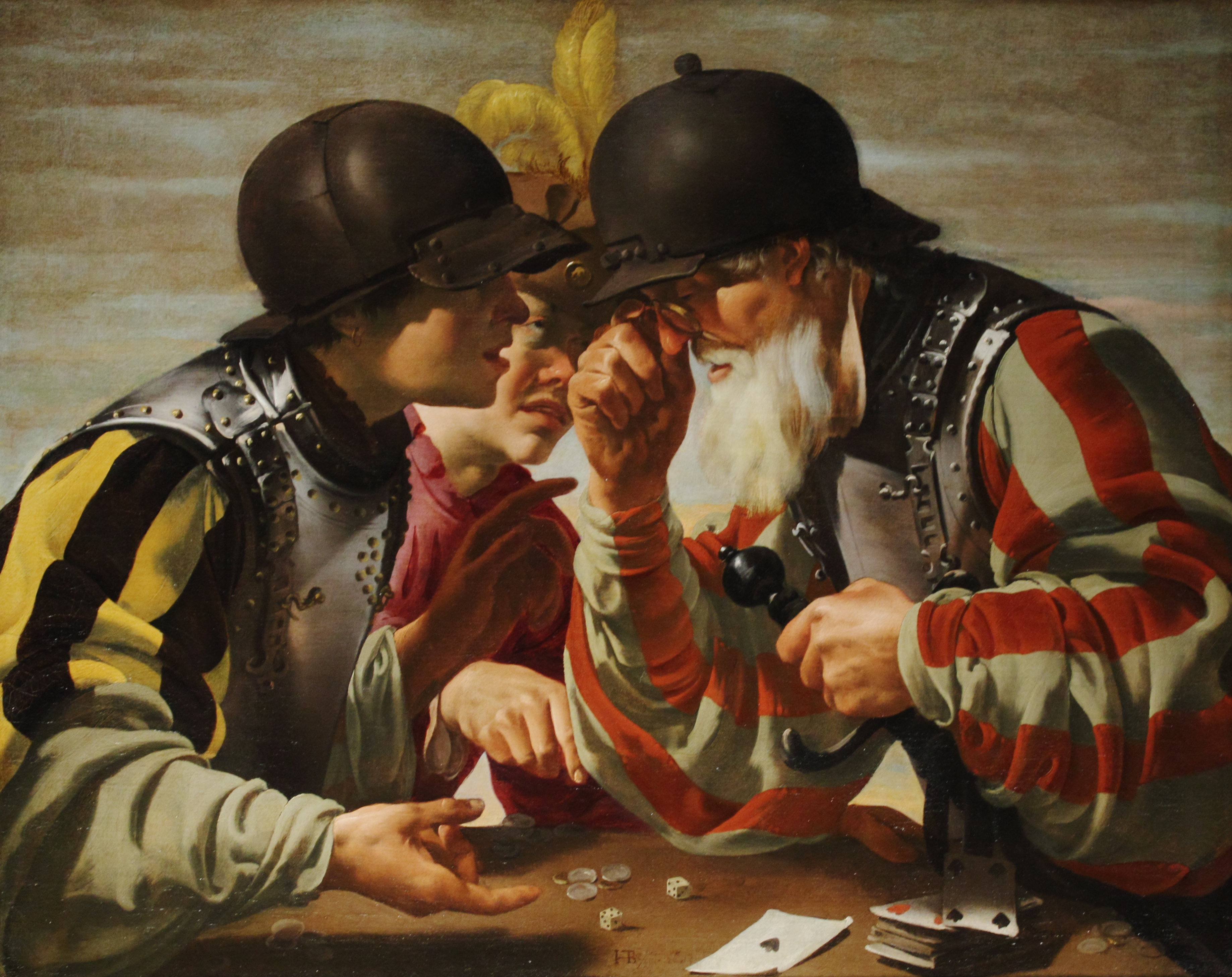
هندريك تير بروغين، لاعبو البطاقات, 1623
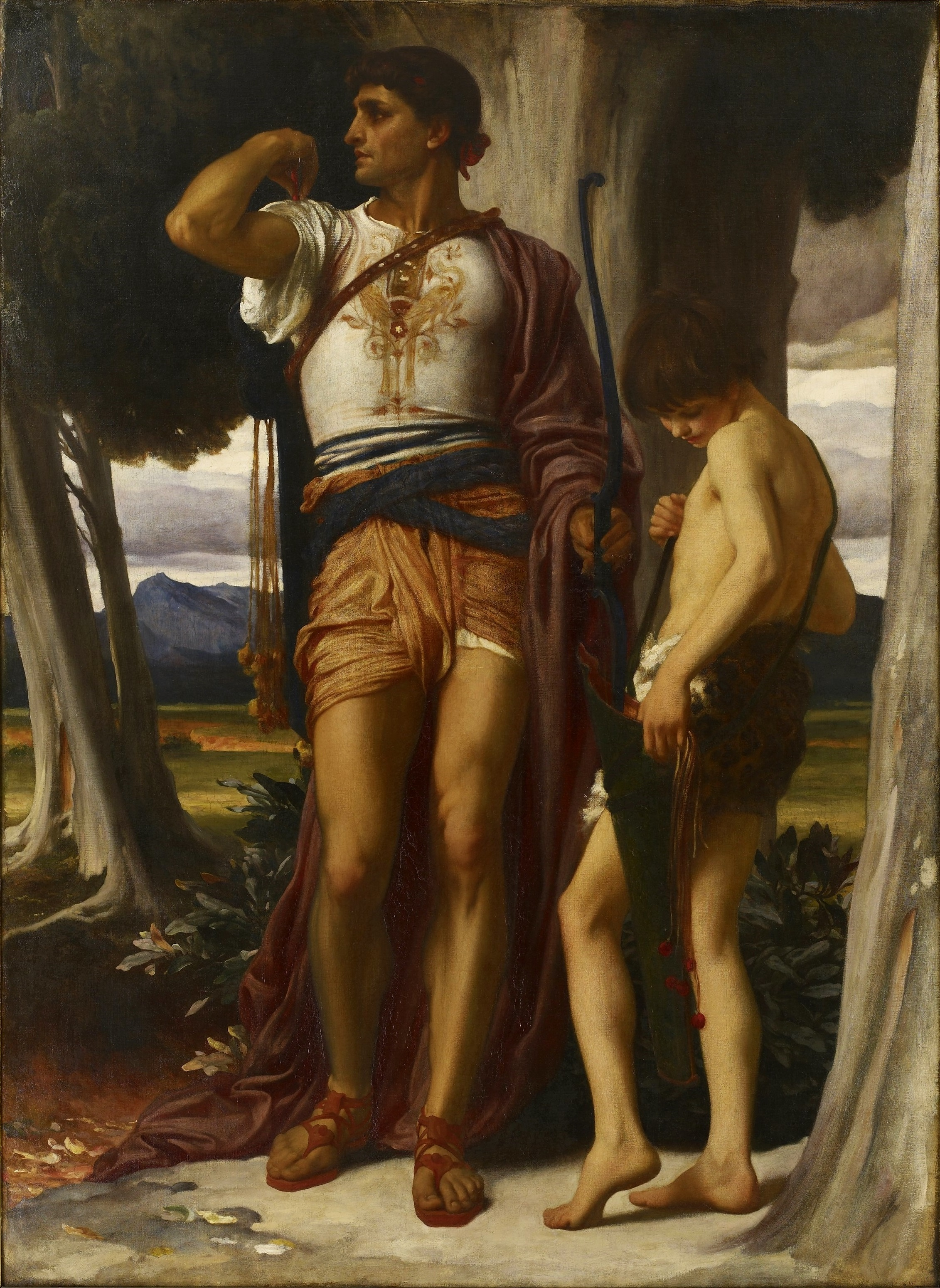
فريدريك لايتن، جوناثان توكن لداود، c.1868
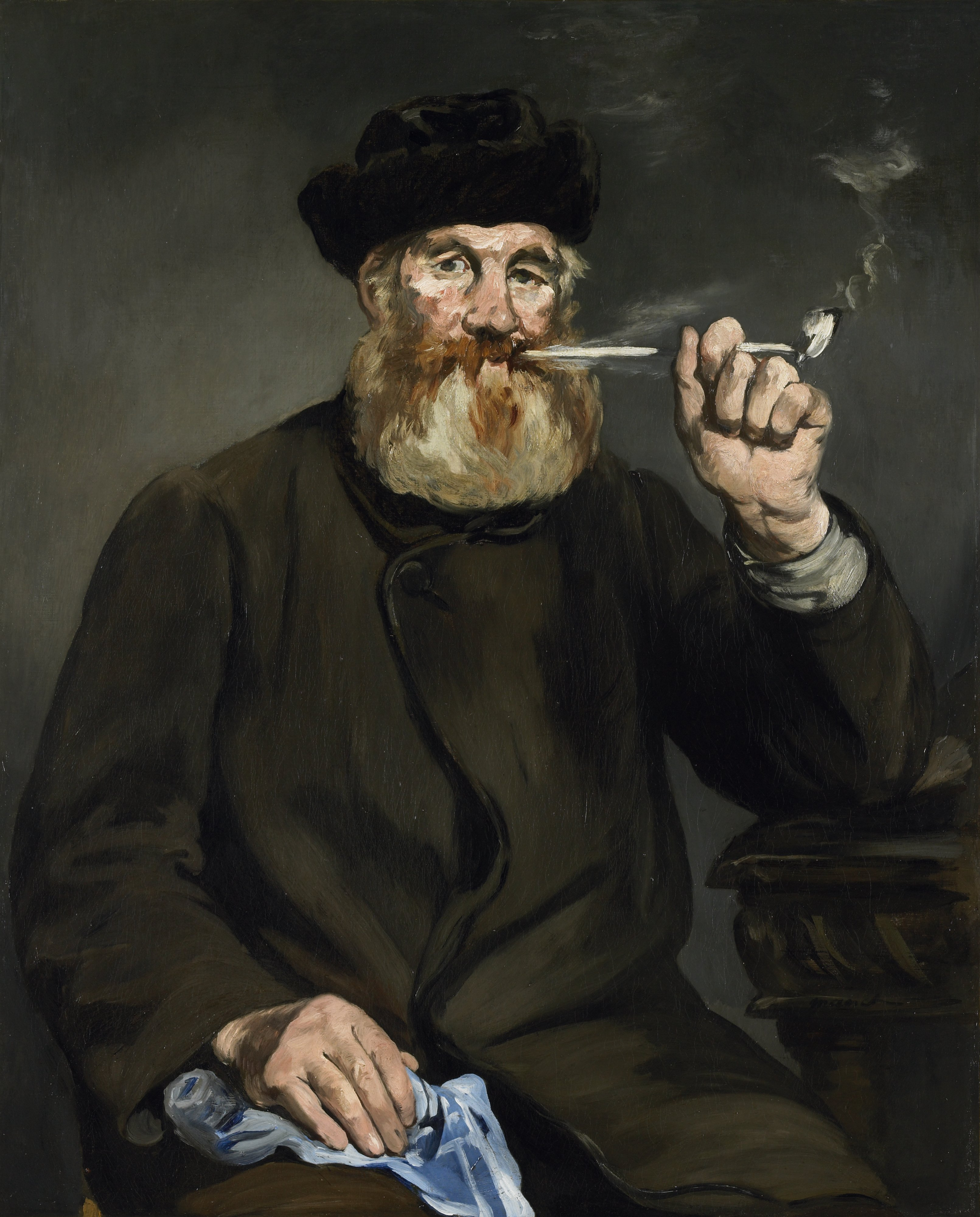
إدوارد مانيه، المدخن 1866
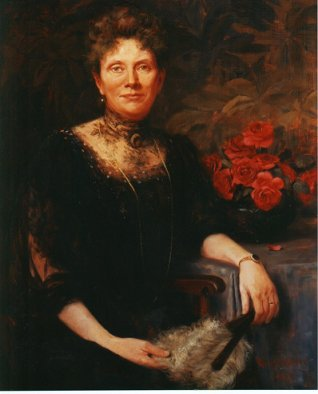
روبرت كوهلر، بورتريه ألفينا روزن 1900
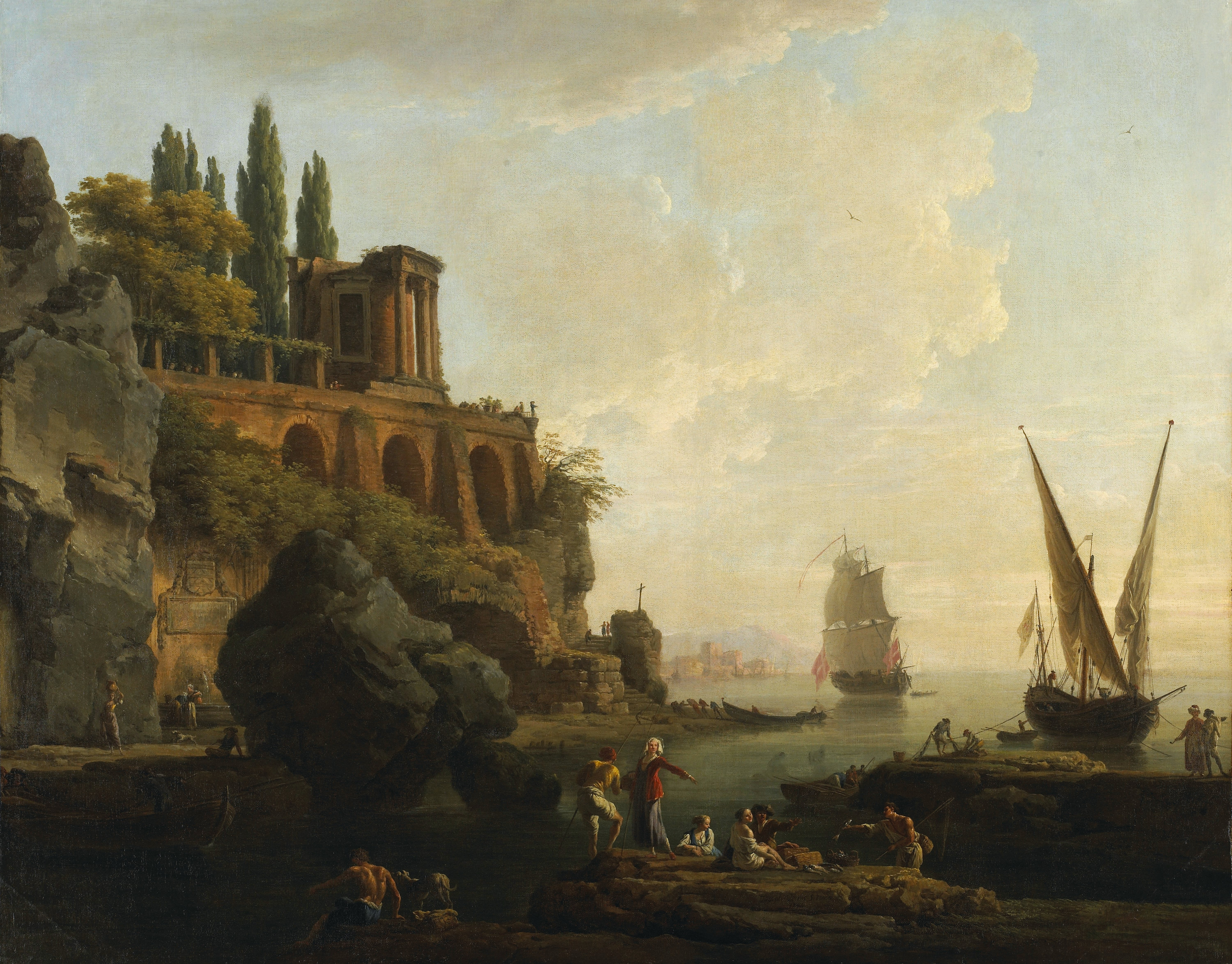
كلود جوزيف فيرنيه، مناظر طبيعية خيالية، مشهد إيطالي للميناء, 1746
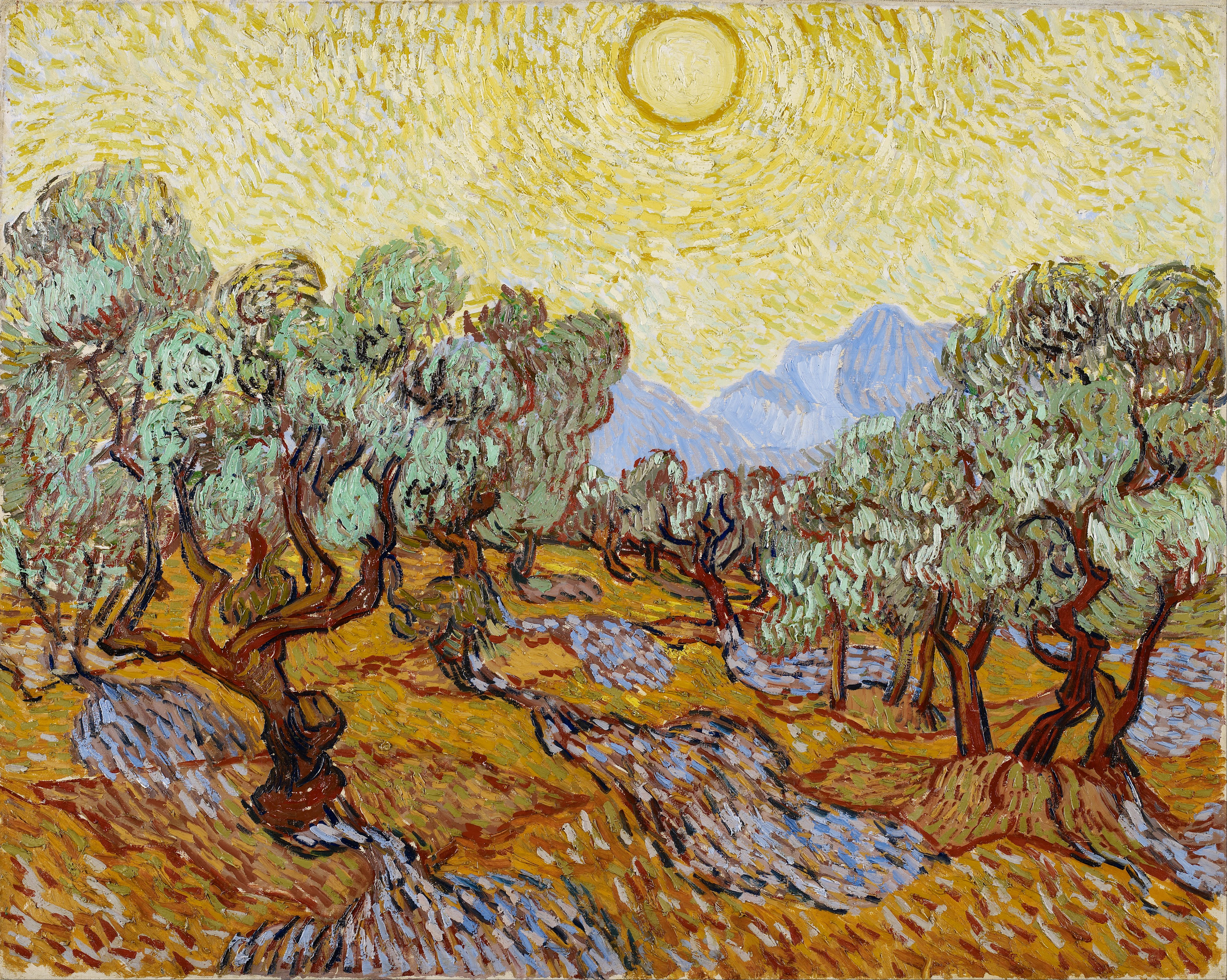
فينسنت فان خوخ، أشجار الزيتون (لوحات فان جوخ)، نوفمبر 1889
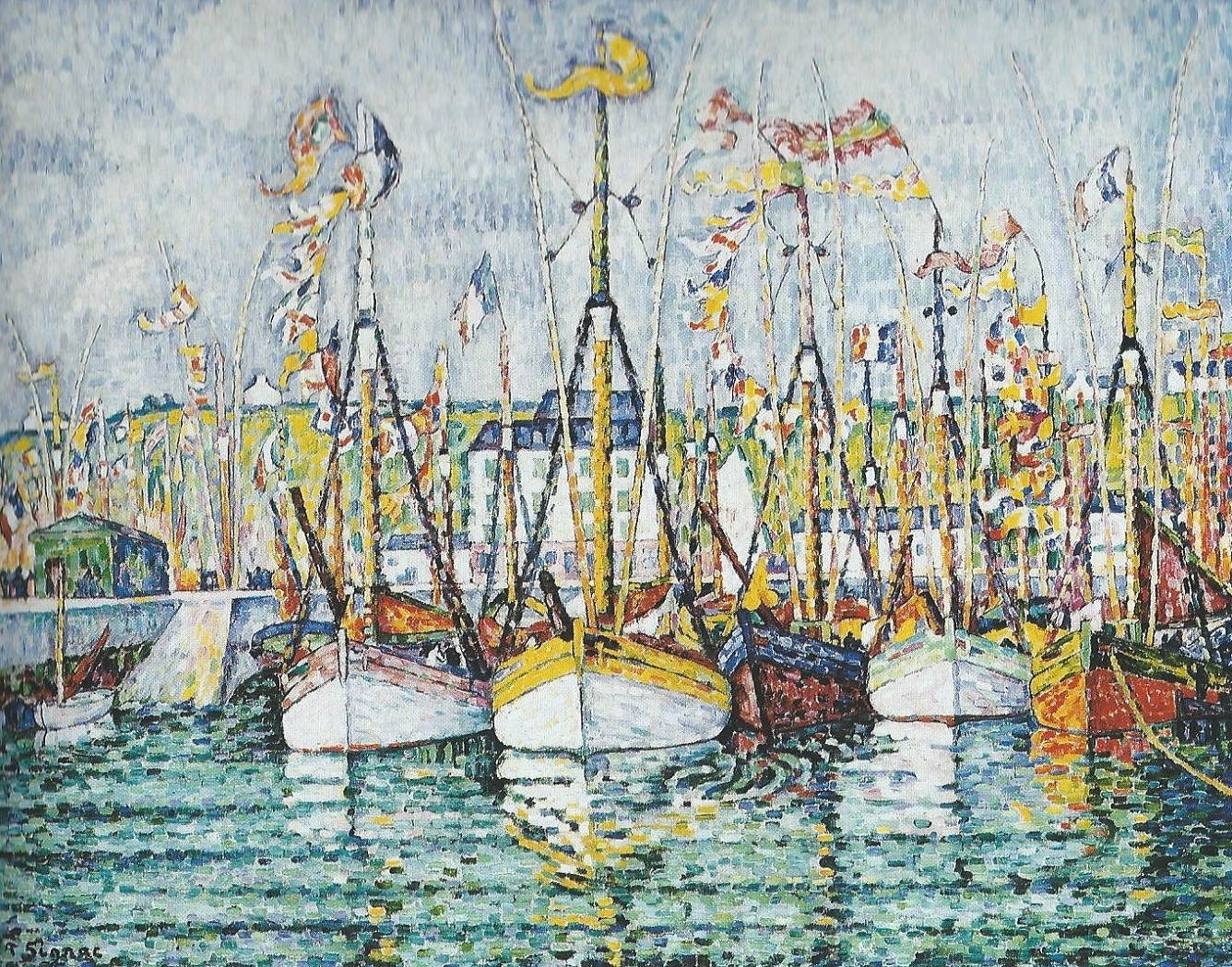
بول سينياك، مباركة قوارب التونة في جرويكس, 1923
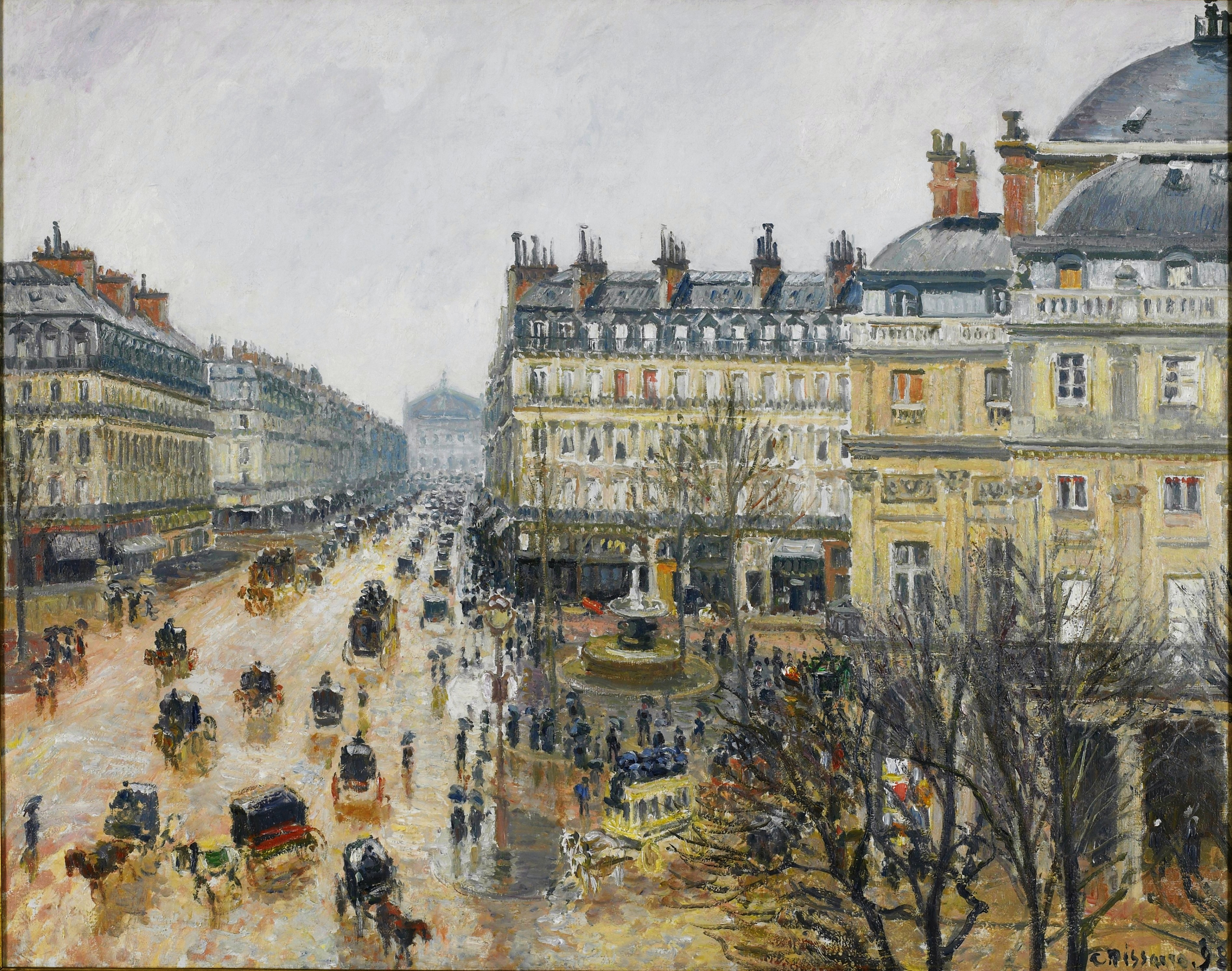
كاميل بيسارو، ميدان المسرح الفرنسي، باريس، مطر, 1898
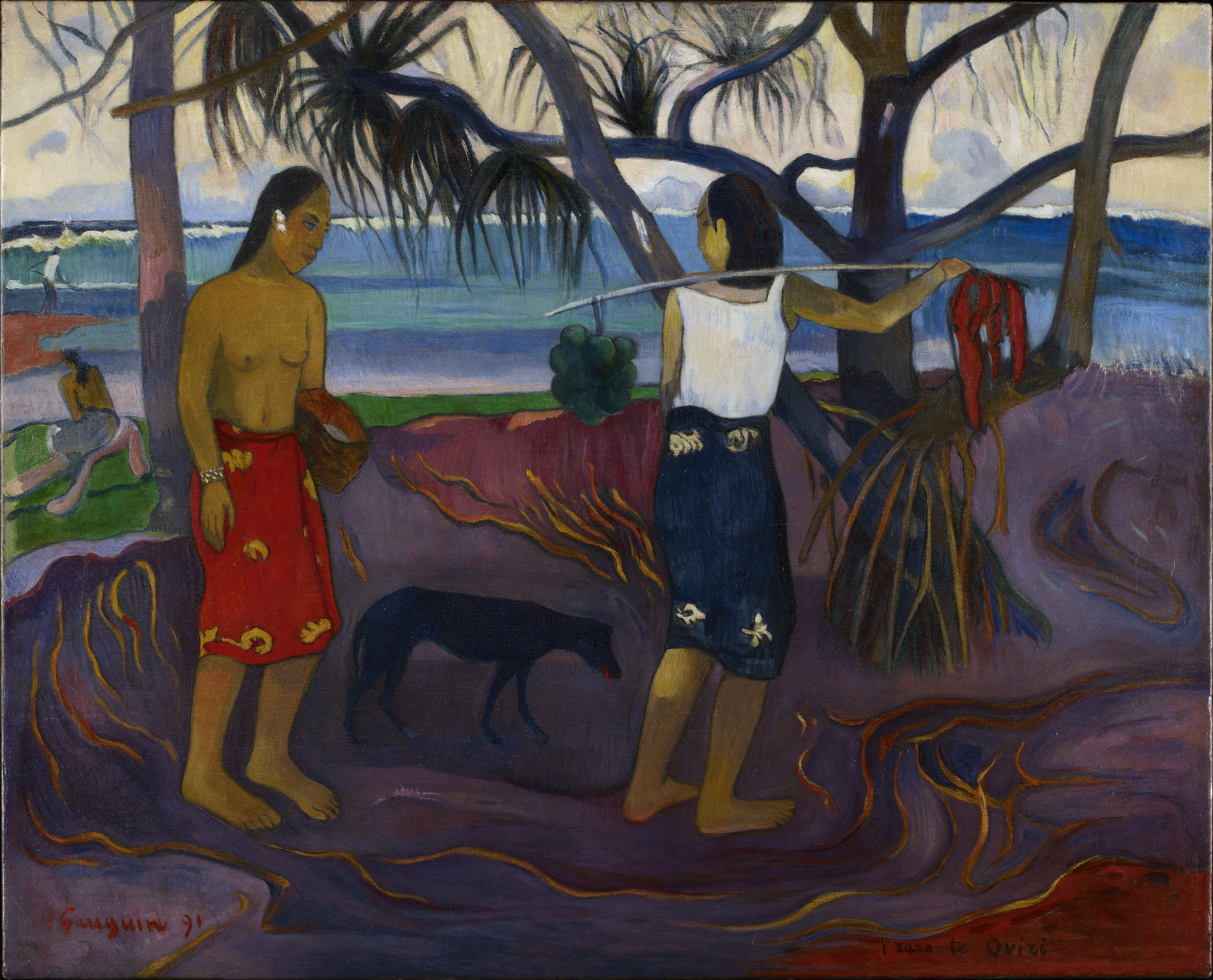
بول غوغان، تحت باندانوس الثاني, 1891

## المعروضات في الهواء الطلق
للمعهد عدد من المعروضات خارج المبنى. زوج من الأسود الصينية يجلس على جانبي مدخل شارع 24. كانت هدية من إيلا بيلسبري كروسبي في عام 1998. ولأن أمين المتحف قرر أنه سيكون من الصعب للغاية تصدير تماثيل القرن الثامن عشر، تم نحت تماثيل جديدة في الصين على طراز القرن الثامن عشر.
يقف التمثال البرونزي مقاتل الروح الذي رسمه إرنست بارلاخ بالقرب من مدخل شارع 24. يُظهر التمثال رجلاً مجنحًا يحمل سيفًا رأسيًا، ومقلوبًا، ويقف على ظهر وحش مزمجر. التمثال يقبع قرب جامعة كيل ووضع في الأصل أمام كنيستها (كنيسة الروح القدس). التمثال لا يتناسب مع المثل العليا للحزب الاشتراكي الوطني الحاكم. تم تخريبه وإدانته باعتباره فنًا منحطًا. ونتيجة لذلك، أزيل التمثال وتقطيعه إلى أربع قطع استعدادًا لتذويبه. ومع ذلك، تم إخفاء القطع في مزرعة ولم يتم إيجادها حتى عام 1946. تم إصلاح التمثال ووضعه أمام كنيسة القديس نيكولاس حيث (تم تدمير كنيسة الروح القدس أثناء الحرب). وقد تم عمل نسختين من التمثال في هذا الوقت؛ حصلت وزارة الداخلية على نسخة واحدة في عام 1959 ؛ والآخر أمام كنيسة الجثسيماني في برلين.
تحتوي الحديقة الصينية، التي يمكن رؤيتها من داخل المقهى، على أحجار تايهو. يقال إن هذه الأحجار تمثل جبال الخالدين البوذيين والطاويين. كانت الحديقة هدية من روث وبروس دايتون.
يحتوي منتزه تارغيت الذي يقع خلف المتحف على العديد من التماثيل المعاصرة بما في ذلك عمل بدون عنوان من البرونز (1968) لبيترو كونساجرا، وسامبا في الجرانيت الأفريقي (1993) لريتشارد إردمان، ولاربر دي فيي من الفولاذ المقاوم للصدأ وصبغة (القرن العشرين)، صممها جان ويلي ميستاش وصنعها مايكل تشوين. يوجد أيضًا جناح من الجرانيت والفولاذ بعنوان متاهة (1993) لجون ويلنبيشر. هناك خطوط عريضة مقطوعة في السقف الفولاذي للجناح بحيث يمكن رؤية المتاهة من خلال النظر لأعلى عندما يقف المشاهد بالداخل.
للاحتفال بالذكرى المئوية لتأسيسه، اشترى المعهد منحوتة للفنان البولندي إيغور ميتوراي (1944-2014). إيروس بينداتو سكريبولاتو، 1999، هو واحد من سلسلة من البرونز «رؤوس ضمادات» أنتجها ميتراج. يمكن العثور على منحوتات ميتوراي مماثلة في مواقع عامة أخرى، بما في ذلك ساحة السوق في كراكوف، بولندا، وحديقة المدينة في وسط مدينة سانت لويس بولاية ميسوري.

## الإدارة

### الموارد المالية
صندوق ويليام هود دنوودي الذي منح مليون دولار عند وفاة دنوودي في عام 1914، تم استخدامه لشراء آلاف الأعمال. أصرّ بروس دايتون، الوصي على الحياة في المعهد منذ عام 1942، على أن الأموال التي تم جمعها في حملة جمع الأموال البالغة 100 مليون دولار لجناح المقصود، والتي افتتحت في عام 2006، يتم تقسيمها بالتساوي بين المبنى ووقف الاستحواذ.
هذا الصندوق، الذي يبلغ الآن 91 مليون دولار، سمح للمعهد بشراء قميص نادر من جلد الغزال الأمريكي الأصلي من القرن الثامن عشر ومنظر طوبوغرافي بطول تسعة أقدام لمدينة البندقية قام به جاكوبو دي بارباري في عام 1500، من بين مشتريات أخرى حديثة. في عام 2009، انخفضت قيمة هبة المتحف البالغة 145 مليون دولار بنسبة 21 في المائة عن يناير 2008. وتوفر الهبة عادة ما يقرب من خُمس الإيرادات التشغيلية. تمثل المساهمات من الأفراد والشركات والمؤسسات ربع الإيرادات،  يأتي ما يقرب من نصف أموال تشغيل المتحف من «صندوق المتاحف والمتنزهات»، وهي ضريبة مقاطعة هينيبين والتي يعود عمرها إلى قرن من الزمن ويعود تاريخها إلى عام 1911 والتي توفر الدعم العام في المقابل للدخول المجاني. هذا الصندوق، الذي ارتفع بشكل مطرد في السنوات الأخيرة، قدم للمتحف 12.6 مليون دولار في السنة المالية 2010. في عام 2011، بلغت الميزانية السنوية للمتحف 24.6 مليون دولار، وبلغ إجمالي دخل الهبات 4.3 مليون دولار.
في أغسطس 2016، أعلن المعهد عن وصية بقيمة 6 ملايين دولار لتمويل مبادرة الفن الآسيوي، المصممة لتسليط الضوء على مقتنيات المتحف في الفن الآسيوي، والتي تقدر بنحو 16.800 قطعة. الوصية كانت من قبل ألفريد جيل وريث ثروة طحين بيلسبري. وسيكون المعرض الأول للمبادرة هو حبر غير مقيد: لوحات لليو دان. طُلب من ليو دان، وهو فنان صيني معاصر، رسم لوحة بالحبر بناءً على لوحة في مجموعة المتحف. اختار دان القديس بول وسانت برنابا في ليسترا، وهي لوحة من القرن السابع عشر للفنان الهولندي ويليم دي بورتر.